# Talles Brener de Paula
Talles Brener de Paula, meglio noto come Talles (Divinópolis, 12 maggio 1998), è un calciatore brasiliano, centrocampista del Kashima Antlers in prestito dal Ruch L'viv.

## Carriera
Cresciuto nel settore giovanile dell'Inter de Limeira, nel 2015 viene acquistato dal Fluminense, che lo aggrega alle proprie giovanili. Promosso in prima squadra l'anno successivo, nel gennaio 2019 viene ceduto in prestito al Noroeste, militante nella terza divisione del Campionato Paulista. Rientrato alla base nel mese di giugno, all'inizio del 2020 viene ceduto a titolo definitivo al Vila Nova, contribuendo anche alla vittoria del titolo del campionato di Série C.
Il 5 febbraio 2021 approda in Europa agli ucraini dell'Olimpik Donec'k. Il 3 aprile esordisce in Prem"jer-liha, in occasione dell'incontro perso per 2-0 contro il Desna Černihiv. Il 30 luglio viene acquistato dal Ruch L'viv, altro club della massima divisione ucraina, con cui firma un contratto triennale. Il 2 aprile 2022, a seguito dell'invasione russa dell'Ucraina, viene ceduto in prestito per due mesi ai finlandesi del KuPS.

## Statistiche

### Presenze e reti nei club
Statistiche aggiornate al 30 novembre 2024.
| Stagione          | Squadra           | Campionato        | Campionato | Campionato | Coppe nazionali | Coppe nazionali | Coppe nazionali | Coppe continentali | Coppe continentali | Coppe continentali | Altre coppe | Altre coppe | Altre coppe | Totale | Totale |
| Stagione          | Squadra           | Comp              | Pres       | Reti       | Comp            | Pres            | Reti            | Comp               | Pres               | Reti               | Comp        | Pres        | Reti        | Pres   | Reti   |
| ----------------- | ----------------- | ----------------- | ---------- | ---------- | --------------- | --------------- | --------------- | ------------------ | ------------------ | ------------------ | ----------- | ----------- | ----------- | ------ | ------ |
| gen.-giu. 2019    | Noroeste          | A3/SP             | 14         | 2          |                 | -               | -               |                    | -                  | -                  |             | -           | -           | 14     | 2      |
| 2020              | Vila Nova         | PD/GO+C           | 7+24       | 1+3        | CB              | 2               | 0               |                    | -                  | -                  |             | -           | -           | 33     | 4      |
| feb.-giu. 2021    | Olimpik Donec'k   | PL                | 13         | 0          | CU              | -               | -               |                    | -                  | -                  |             | -           | -           | 13     | 0      |
| 2021-apr. 2022    | Ruch L'viv        | PL                | 9          | 1          | CU              | 2               | 0               |                    | -                  | -                  |             | -           | -           | 11     | 1      |
| apr.-giu. 2022    | KuPS              | VL                | 8          | 2          | CF+CdL          | 2+0             | 0               | UECL               | -                  | -                  |             | -           | -           | 10     | 2      |
| 2022-2023         | Ruch L'viv        | PL                | 28         | 6          |                 | -               | -               |                    | -                  | -                  |             | -           | -           | 28     | 6      |
| 2023-2024         | Ruch L'viv        | PL                | 23         | 5          | CU              | 2               | 0               |                    | -                  | -                  |             | -           | -           | 25     | 5      |
| Totale Ruch L'viv | Totale Ruch L'viv | Totale Ruch L'viv | 60         | 12         |                 | 4               | 0               |                    | -                  | -                  |             | -           | -           | 64     | 12     |
| lug.-dic. 2024    | Kashima Antlers   | J1                | 8          | 0          | CG+CdL          | 1+0             | 0               |                    | -                  | -                  |             | -           | -           | 9      | 0      |
| Totale carriera   | Totale carriera   | Totale carriera   | 134        | 20         |                 | 9               | 0               |                    | -                  | -                  |             | -           | -           | 143    | 20     |

## Palmarès

### Club

#### Competizioni nazionali
- Campeonato Brasileiro Série C: 1

Vila Nova: 2020